# Fine-tuning (deep learning)
Il fine-tuning, in deep learning, è una pratica di transfer learning utilizzata per adattare un modello pre-addestrato (spesso tramite apprendimento autosupervisionato) a un compito specifico. Questo avviene mediante un ulteriore addestramento su un insieme di dati più piccolo e mirato. Nel contesto dell'NLP, il fine-tuning è ampiamente utilizzato per specializzare modelli linguistici pre-addestrati, come BERT o GPT, su compiti specifici quali la classificazione del testo, la traduzione automatica o la generazione controllata di testi.

## Esempi di applicazione
Tra gli esempi più rilevanti di fine-tuning figurano modelli come BERT (Bidirectional Encoder Representations from Transformers), che mostrano come un addestramento aggiuntivo possa migliorare l'accuratezza del modello in determinati compiti.
Analogamente, modelli generativi quali GPT (Generative Pre-trained Transformer), sviluppati da OpenAI, sono frequentemente oggetto di fine-tuning per specifiche applicazioni, come assistenti virtuali e strumenti educativi.
Un esempio è il fine-tuning di GPT-3 su dataset specifici, che ha consentito lo sviluppo di chatbot specializzati in domini come il supporto clienti o la consulenza medica.

## Tecniche di fine-tuning
Il fine-tuning può essere applicato in diversi modi, a seconda delle risorse disponibili e del compito specifico. Nel full fine-tuning, tutti i parametri del modello vengono aggiornati, mentre nel partial fine-tuning solo alcuni strati vengono addestrati, lasciando gli altri congelati. Tecniche più recenti, come LoRA (Low-Rank Adaptation), permettono di aggiornare solo una piccola parte dei parametri del modello, riducendo notevolmente il costo computazionale. Altre tecniche, come il prefix-tuning e il prompt-tuning, modificano solo piccole parti dell'input o del modello, rendendo il fine-tuning più efficiente.
Durante il fine-tuning, la scelta degli iperparametri è cruciale. Un learning rate troppo alto può causare instabilità, mentre uno troppo basso può rallentare la convergenza. Tecniche come il mixed precision training e il gradient accumulation sono spesso utilizzate per ottimizzare l'uso della memoria e accelerare l'addestramento. Inoltre, il rischio di overfitting può essere mitigato tramite tecniche di regolarizzazione e early stopping.

## Vantaggi e rischi
Il fine-tuning degli LLM ha reso disponibili tecnologie linguistiche avanzate anche in contesti aziendali e accademici con risorse limitate, consentendo un uso efficace e mirato dei modelli pre-addestrati. Tuttavia, è necessario prestare attenzione al rischio di overfitting, che potrebbe ridurre la capacità di generalizzazione del modello. Inoltre, il fine-tuning può portare al cosiddetto "catastrophic forgetting", dove il modello dimentica le conoscenze apprese durante il pre-training. Problemi etici, come il bias nei dati di fine-tuning, rappresentano un ulteriore rischio da considerare.